# Poda (Bijelo Polje)
Pour les articles homonymes, voir Poda.
Poda (en serbe cyrillique: Пода) est un village du nord-est du Monténégro, dans la municipalité de Bijelo Polje.

## Démographie

### Évolution historique de la population[1]
| 1948 | 1953 | 1961 | 1971 | 1981 | 1991 | 2003 |
| ---- | ---- | ---- | ---- | ---- | ---- | ---- |
| 513  | 469  | 475  | 508  | 578  | 508  | 499  |